# Hiperlaxitud

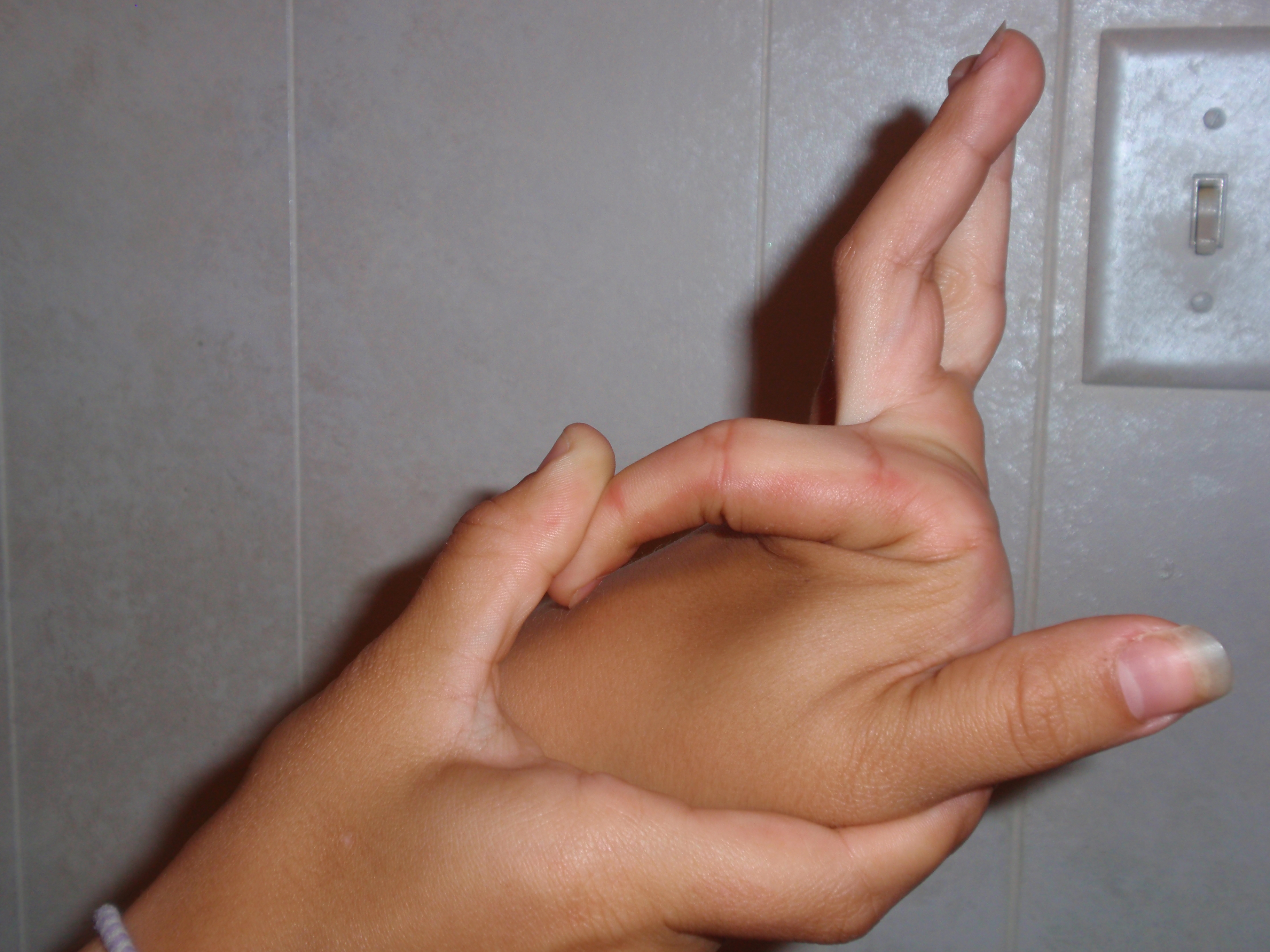
Hiperlaxitud cartilaginosa

La hiperlaxitud (también denominada hiperlaxidad, perlaxia) consiste en la facultad de tener una mayor flexibilidad en las articulaciones, músculos, cartílagos y tendones. Algunas de sus características son poder doblar el dedo meñique hacia atrás más de 90°, poder tocar y alinear el pulgar con el antebrazo (con la palma de la mano hacia arriba/visible), doblar la mano hacia atrás más de 90° o realizar una hiperextensión de 10 o más grados en las rodillas y codos.
La hiperlaxitud no tiene ninguna manifestación física aparente, por lo que la gente hiperlaxa puede pasar por completo desapercibida, sin embargo, debido a su condición, son más propensos a sufrir de luxaciones o esguinces.
Aproximadamente el 5 % de la población adulta presenta un grado de hiperlaxitud. Sin embargo, cuando se presenta junto a otros síntomas se puede considerar un síndrome como el de hiperlaxitud articular o el síndrome de Ehlers-Danlos, que es un tipo de hiperlaxitud causada por una variación genética que deriva en una cantidad anormal de colágeno en el organismo.
La hiperlaxitud también se presenta como un síntoma en otros síndromes como el síndrome de Down.
La hiperlaxitud puede estar presente en ciertas personas de tal manera que sus articulaciones se puedan luxar y acomodarse a placer, esto no los lastima pero ocasiona que las articulaciones sean muy débiles y muy simples de lesionar.
La hiperlaxitud es heredada en un modo autosómico dominante; esto quiere decir que solamente se necesita una copia del gen mutado para que el hijo/a sea afectado por la mutación genética. Por ejemplo, un hombre es hiperlaxo y tiene un hijo; aunque la mujer no sea hiperlaxa, el hijo puede ser hiperlaxo.
- Datos: Q6545848